# Detroit Pistons 1995-1996
La stagione 1995-96 dei Detroit Pistons fu la 47ª nella NBA per la franchigia.
I Detroit Pistons arrivarono quarti nella Central Division della Eastern Conference con un record di 46-36. Nei play-off persero al primo turno con gli Orlando Magic (3-0).

## Roster
| N° | Naz.                   | Ruolo | Sportivo       | Anno | Alt. | Peso |
| -- | ---------------------- | ----- | -------------- | ---- | ---- | ---- |
| 1  | Stati Uniti (bandiera) | G     | Lindsey Hunter | 1970 | 188  | 77   |
| 2  | Stati Uniti (bandiera) | G     | Mark Macon     | 1969 | 193  | 84   |
| 3  | Stati Uniti (bandiera) | A     | Lou Roe        | 1972 | 201  | 100  |
| 4  | Stati Uniti (bandiera) | G     | Joe Dumars     | 1963 | 191  | 86   |
| 6  | Stati Uniti (bandiera) | A     | Terry Mills    | 1967 | 208  | 104  |
| 12 | Stati Uniti (bandiera) | GA    | Michael Curry  | 1968 | 196  | 95   |
| 20 | Stati Uniti (bandiera) | G     | Allan Houston  | 1971 | 198  | 91   |
| 25 | Stati Uniti (bandiera) | G     | Steve Bardo    | 1968 | 196  | 86   |
| 33 | Stati Uniti (bandiera) | A     | Grant Hill     | 1972 | 203  | 102  |
| 41 | Stati Uniti (bandiera) | AC    | Mark West      | 1960 | 208  | 104  |
| 42 | Stati Uniti (bandiera) | AC    | Theo Ratliff   | 1973 | 208  | 102  |
| 45 | Stati Uniti (bandiera) | AC    | Eric Leckner   | 1966 | 211  | 120  |
| 50 | Stati Uniti (bandiera) | AC    | Otis Thorpe    | 1962 | 206  | 102  |
| 52 | Stati Uniti (bandiera) | A     | Don Reid       | 1973 | 203  | 113  |

## Staff tecnico
- Allenatore: Doug Collins
- Vice-allenatori: Alvin Gentry, Brian James